# Richard Correll
Richard Thomas "Rich" Correll (* 14. května 1948 Los Angeles, Kalifornie) je americký televizní režisér, producent, herec a scenárista.

## Biografie
Correl se narodil v Los Angeles County v Kalifornii. Correll je syn Charlese Corrella, který účinkoval v rádiovém programu Amos & Andy, a bratr Charlese Corrella, Jr. (jenž pracoval na National Lampoon's Animal House jako kameraman a režíroval některé epizody seriálů Beze stopy, Kriminálka Miami, Kriminálka Las Vegas, Beverly Hills 90210, Melrose Place a Hvězdná brána), Barbary Correllové a Dottie Correlové. Jako dětský herec hrál roli kamaráda Richarda Rickovera v seriálu Leave It To Beaver (1957–1963).
Jako teenager, se Correll stal blízkým přítelem legendárního komika němé éry Harolda Lloyda a jeho rodiny, a dobrovolně pomáhal Lloydovi k zachování a archivaci jeho rozsáhlé sbírky filmů. Na této práci se podílí dodnes a pracuje jako vedoucí archivář pro firmu Lloyd Trust. Sdílel své encyklopedické znalosti Lloydovy práce a života v interview a komentářích na DVD z roku 2005 v dokumentu The Third Genius z roku 1991.
Correl režíroval některé epizody seriálů The Suite Life of Zack and Cody, Family Matters, Krok za krokem, What I Like About You, That's So Raven, So Little Time, The Amanda Show, The Hogan Family, Yes, Dear, Two of a Kind, a spousta dalších. Je také spoluzakladatel seriálu Disney TV, Hannah Montana.

## Filmografie

### Herec
- The DuPont Show with June Allyson (1 epizoda, 1960)
- Leave It to Beaver (32 epizod, 1960–1962)
- The Adventures of Ozzie and Harriet (1 epizoda, 1961)
- Bonanza (1 episode, 1961)
- Lassie (1 epizoda, 1961)
- National Velvet (3 epizody, 1961–1962)
- The Many Loves of Dobie Gillis (1 epizoda, 1962)
- Still the Beaver (televizní film, 1984)
- The New Leave It to Beaver (4 epizody, 1984)
- Family Matters (1 epizoda, 1997)
- The Suite Life of Zack & Cody (2007, 2 epizody)

### Producent
- Bláznivá střela (seriál) (Police Squad!) (6 epizod, 1982)
- The Hogan Family (1 epizoda, 1986)
- Plný dům (Full House) (1 epizoda, 1987)
- Krok za krokem (Step by Step) (neznámé epizody, 1991)

### Scenárista
- Happy Days (1 epizoda, 1982)
- Hannah Montana (46 epizod, 2006–2008)
- Mostly Ghostly: Who Let the Ghosts Out? (2008)
- Hannah Montana: The Movie (2009)

### Režisér
- Ski Patrol (1990)
- The Hogan Family (1987–1990, 21 epizod)
- Going Places (neznámé epizody, 1990-1991)
- The Family Man (1 epizoda, 1990)
- Perfect Stranger (4 epizody, 1990)
- Scorch (1 epizoda, 1992)
- Plný dům (4 epizody, 1987–1992)
- Getting By (neznámé epizody, 1993)
- ABC Sneak Peek with Step by Step (1994)
- On Our Own (3 epizody, 1994)
- Krok za krokem (6 epizod, 1991–1995)
- Kirk (neznámé epizody, 1995)
- Brotherly Love (neznámé epizody, 1995)
- Life with Roger (neznámé epizody, 1996)
- Girls Across the Lake (neznámé epizody, 1997)
- Married... with Children (1 epizod, 1997)
- Meego (neznámé epizody, 1997)
- Family Matters (78 epizod, 1989–1998)
- Holding the Baby (neznámé epizody, 1998)
- Two of a Kind (neznámé epizody, 1998)
- Guys Like Us (neznámé epizody, 1998)
- The Norm Show (neznámé epizody, 1999)
- Grown Ups (1 epizod, 1999)
- The Amanda Show (6 epizod, 2000–2001)
- Yes, Dear (3 epizody, 2000–2001)
- So Little Time (6 epizod, 2001–2002)
- Reba (1 epzsod, 2002)
- All That (7 epizod, 2003)
- That's So Raven (16 epizod, 2003–2006)
- What I Like About You (1 epizoda, 2004)
- The Suite Life of Zack and Cody (32 epizod, 2005–2008)
- That's So Raven: Raven's Makeover Madness (2006)
- Arwin! (Neznámé epizody, 2007)
- Hannah Montana (4 epizody, 2007–2008)
- Cory in the House (9 epizod, 2007–2008)
- The Suite Life on Deck (1 epizoda, 2008)
- Mostly Ghostly: Who Let the Ghosts Out? (2008)